# 오버바이에른현

오버바이에른을 강조한 바이에른의 지도

오버바이에른현(독일어: Oberbayern)은 독일 바이에른주 남부에 위치한 현(Regierungsbezirk)이다. 바이에른주의 현(Regierungsbezirk) 최대 면적인17,529.41 km2 인구 4,430,706 (2011), 인구 밀도 250/km2. 현도는 뮌헨.
바이에른주 남부에 위치한다. 알프스산맥과 도나우강 및 그 지류인 인강과 이자르강 유역 지역이다. 오랫동안 바이에른의 일부로 이어져 왔으며 현재의 현은 1837년 바이에른 왕국 당시 왕국의 한 주인 오버바이에른으로 형성된 것에서 유래한다. 20개 군(Landkreise), 3개 시(Kreisfreie Städte)로 구성되어 있다.

## 하위 행정 구역

### 군(Landkreise)
1. 알트외팅군(Landkreis Altötting)
2. 바트퇼츠볼프라트하우젠군(Landkreis Bad Tölz-Wolfratshausen)
3. 베르히테스가데너란트군(Landkreis Berchtesgadener Land)
4. 다하우군(Landkreis Dachau)
5. 에베르스베르크군(Landkreis Ebersberg)
6. 아이히슈테트군(Landkreis Eichstätt)
7. 에르딩군(Landkreis Erding)
8. 프라이징군(Landkreis Freising)
9. 퓌르스텐펠트브루크군(Landkreis Fürstenfeldbruck)
10. 가르미슈파르텐키르헨군(Landkreis Garmisch-Partenkirchen)
11. 란츠베르크암레히군(Landkreis Landsberg am Lech)
12. 미스바흐군(Landkreis Miesbach)
13. 뮐도르프암인군(Landkreis Mühldorf am Inn)
14. 뮌헨군(Landkreis München)
15. 노이부르크슈론벤하우젠군(Landkreis Neuburg-Schrobenhausen)
16. 파펜호펜안데어일름군(Landkreis Pfaffenhofen an der Ilm)
17. 로젠하임군(Landkreis Rosenheim)
18. 슈타른베르크군(Landkreis Starnberg)
19. 트라운슈타인군(Landkreis Traunstein)
20. 바일하임숀가우군(Landkreis Weilheim-Schongau)

### 시(Kreisfreie Städte)
1. 뮌헨시(München)
2. 잉골슈타트시(Ingolstadt)
3. 로젠하임시(Rosenheim)